# Spellemannprisen 2013
Der Spellemannpris 2013 war die 42. Ausgabe des norwegischen Musikpreises Spellemannprisen. Die Nominierungen berücksichtigten Veröffentlichungen des Musikjahres 2013. Die Verleihung der Preise fand am 18. Januar 2014 statt. In der Kategorie „Årets Spellemann“ wurde Ole Paus ausgezeichnet, den Ehrenpreis („Hedersprisen“) erhielt Anne Grete Preus.

## Verleihung
Die Verleihung des Preises fand am 18. Januar 2014 im Konzerthaus Stavanger statt. Die Veranstaltung wurde von Anne Lindmo moderiert.

## Gewinner
| Kategorie                                                            | Gewinner                          | Werk                                                                      |
| -------------------------------------------------------------------- | --------------------------------- | ------------------------------------------------------------------------- |
| Barnemusikk (Kindermusik)                                            | Tullkattesnutene                  | Vi vil ut på byen                                                         |
| Blues                                                                | Gina Aspenes                      | inertia                                                                   |
| Country                                                              | Bendik Brænne                     | How To Fake It In America                                                 |
| Danseband                                                            | Hanne Mette                       | Minner                                                                    |
| Elektronika/Dancemusikk (Elektronika/Dance-Musik)                    | Ralph Myerz                       | super sonic pulse                                                         |
| Folkemusikk/Tradisjonsmusikk (Volksmusik/Traditionsmusik)            | Ingebjørg Bratland, Odd Nordstoga | Heimafrå                                                                  |
| Indie                                                                | Young Dreams                      | Between Places                                                            |
| Jazz                                                                 | Karin Krog, John Surman           | Songs about This and That                                                 |
| Klassisk (Klassisch)                                                 | Oslo Strykekvartett               | The Schubert Connection                                                   |
| Komponist                                                            | Lars Petter Hagen                 | Oslo Filharmoniske Orkester/Rolf Gupta/Gjermund Larsen: Lars Petter Hagen |
| Metal                                                                | Kvelertak                         | meir                                                                      |
| Popgruppe                                                            | Real Ones                         | tonight only tonight / the morning after                                  |
| Popsolist                                                            | Monica Heldal                     | Boy From the North                                                        |
| Rock                                                                 | King Midas                        | Rosso                                                                     |
| Samtid (Gegenwart)                                                   | Christian Wallumrød Ensemble      | outstairs                                                                 |
| Tekstforfatter (Textautor)                                           | Frida Ånnevik                     | Ville Ord                                                                 |
| Urban                                                                | Don Martin                        | En gang Romsåsgutt alltid Romsåsgutt                                      |
| Viser (Weisen)                                                       | Moddi                             | Kæm va du?                                                                |
| Åpen Klasse (Offene Klasse)                                          | Susanna and Ensemble neoN         | the forester                                                              |
| Årets Hederspris (Ehrenpreis des Jahres)                             | Anne Grete Preus                  | –                                                                         |
| Årets Hit (Hit des Jahres)                                           | Ylvis                             | The Fox                                                                   |
| Årets Nykommer & Gramostipend (Newcomer des Jahres und Gramostipend) | Monica Heldal                     | Boy From The North                                                        |
| Årets Spellemann (Spellemann des Jahres)                             | Ole Paus                          | Avslutningen                                                              |

## Nominierte
Die Nominierungen wurden am 13. Dezember 2013 verkündet.
Barnemusikk
- verschiedene Künstler: Karsten og Petra - Sangene fra filmene og TV-serien
- Onkel Tuka: Musekongen Blues
- Tullkattesnutene: Vi vil ut på byen

Blues
- Bjørn Berge: Mad Fingers Ball
- Gina Aspenes: inertia
- Knut Reiersrud: Aftonblues

Country
- Bendik Brænne: How To Fake It In America
- Bøygard: Blågras På Skrindo
- Jonas Fjeld, Chatham County Line: Western Harmonies

Danseband
- Hanne Mette: Minner
- Ole Ivar: 50 år
- Rune Rudberg Band: Tro

Elektronika/Dancemusikk
- Proviant Audio: Drift Days and Disco Nights
- Ralph Myerz: super sonic pulse
- Rune Lindbæk: Krasava

Folkemusikk/Tradisjonsmusikk
- Ingebjørg Bratland, Odd Nordstoga: Heimafrå
- Mari Boine: gilvve gollàt - sow your gold
- Rydvall, Mjelva: Isbrytaren
- Sudan Dudan: Inntil i dag

Indie
- Atlanter: Vidde
- Hvitmalt Gjerde: Hvitmalt Gjerde
- Young Dreams: Between Places

Jazz
- Arve Henriksen: Places Of Worship
- Atomic: There's a hole in the mountain
- Eyolf Dale: Hometown Interludes
- Karin Krog, John Surman: Songs about This and That
- Urban Connection: Live!

Klassisk
- Bjarte Eike, Barokksolistene: The Image of Melancholy
- Christian Ihle Hadland, Oslo Filharmoniske Orkester, Arvid Engegård: Mozart piano concertos nos. 21 and 22
- Marianne Thorsen, Bergen Philharmonic Orchestra, Neeme Järvi: SVENDSEN - ORCHESTRAL WORKS, VOL. 3
- Oslo Strykekvartett: The Schubert Connection

Komponist
- Jenny Hval: Innocence Is Kinky
- Jon Øivind Ness: Fierce Kentucky Mothers of Doom
- Lars Petter Hagen: Oslo Filharmoniske Orkester/Rolf Gupta/Gjermund Larsen: Lars Petter Hagen
- Pål Moddi Knutsen: Set the House on Fire
- Pål Moddi Knutsen, Ola Bremnes, Tove Karoline Knutsen: Kæm va du?

Metal
- Kvelertak: meir
- Obliteration: Black Death Horizon
- Satyricon: Satyricon
- Shining: One One One

Popgruppe
- Alfred Hall: Wilderness
- Razika: På Vei Hjem
- Real Ones: tonight only tonight / the morning after
- The Low Frequency in Stereo: Pop Obskura

Popsolist
- Hanne Kolstø: Stillness and Panic
- Ingrid Olava: Summer House
- Maria Mena: Weapon In Mind
- Moddi: Set the House on Fire
- Monica Heldal: Boy From the North

Rock
- bigbang: The Oslo Bowl
- Hedvig Mollestad Trio: all of them witches
- King Midas: Rosso
- Motorpsycho: Still Life With Eggplant

Samtid
- Christian Wallumrød Ensemble: outstairs
- Oslo Filharmoniske Orkester, Rolf Gupta, Gjermund Larsen: Lars Petter Hagen
- SPUNK: Das Wohltemperierte Spunk

Tekstforfatter
- Erlend Ropstad: Hva om det ikke er sånn som du tror at det er
- Frida Ånnevik: Ville Ord
- Lars Vaular: 1001 Hjem
- Ole Paus: Avslutningen
- Stein Torleif Bjella: Heim For å Døy

Urban
- Don Martin: En gang Romsåsgutt alltid Romsåsgutt
- Jaa9, OnklP: Diskoteket Er Stengt
- Lars Vaular: 1001 Hjem

Viser
- Erlend Ropstad: Hva om det ikke er sånn som du tror at det er
- Frida Ånnevik: Ville Ord
- Hekla stålstrenga: Dyrandé
- Moddi: Kæm va du?
- Stein Torleif Bjella: Heim For å Døy

Åpen Klasse
- Stein Urheim, Mari Kvien Brunvoll: Daydream Twin
- Susanna and Ensemble neoN: the forester
- The Source: The Source: Of Summer

Årets Hit
- Broiler: Vannski
- Envy: Am I Wrong
- Røyksopp feat. Susanne Sundfør: Running To The Sea
- Truls: Out Of Yourself
- Ylvis: The Fox

Årets Nykommer & Gramostipend
- Broiler: The Beginning
- Hvitmalt Gjerde: Hvitmalt gjerde
- Kaveh: Hjertet kommer først
- Mikael Paskalev: What´s Life Without Losers
- Monica Heldal: Boy From The North